# Karolingische minuskel

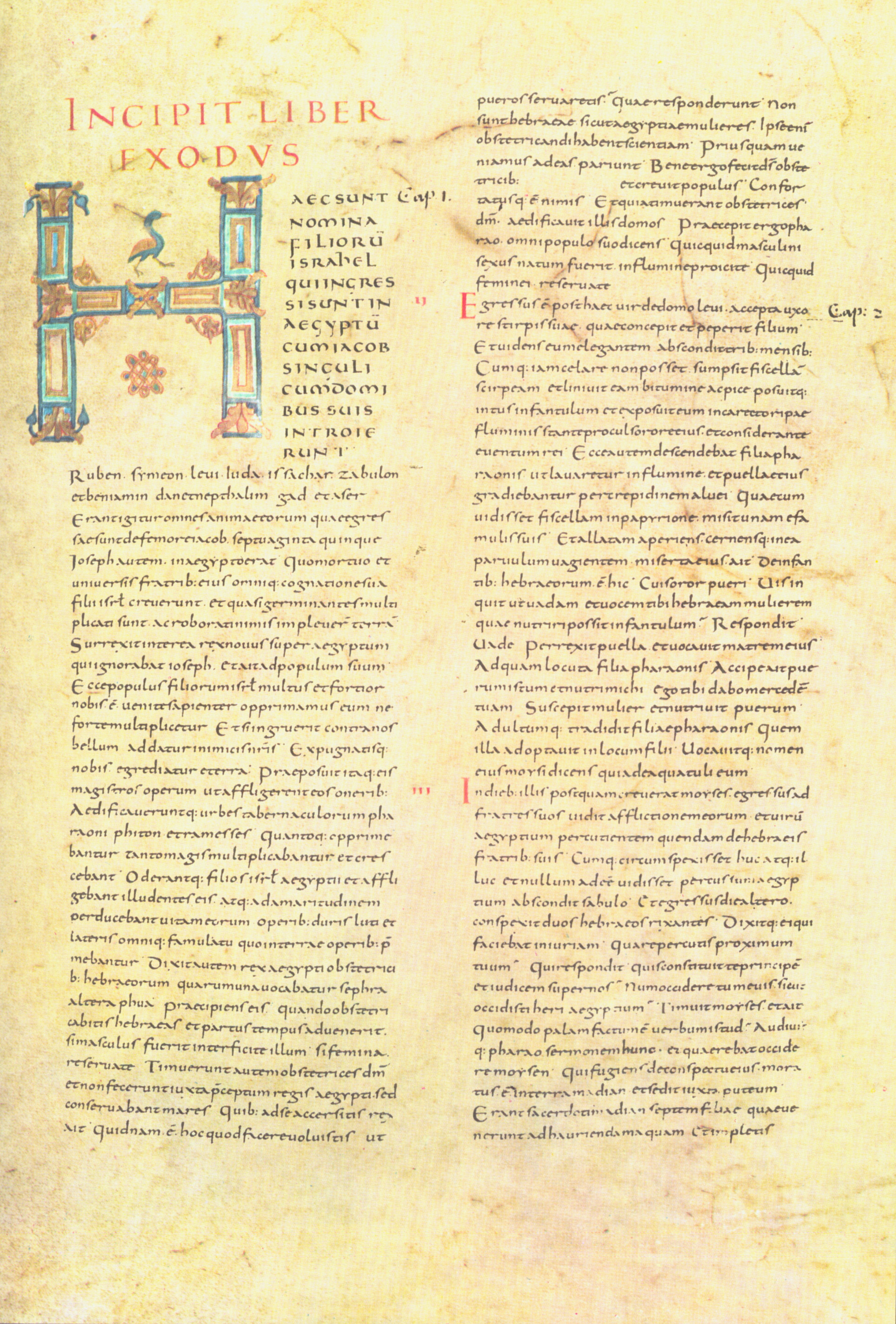
Alcuinus, bewerking van de Vulgaat, ca.840, Abdij van Tours

De Karolingische minuskel is een middeleeuws schrift dat ontstond uit het Merovingische schrift en de antieke half-unciaal. Op aansturen van Karel de Grote werd het schrift vanaf de 9e eeuw in korte tijd het standaard boekschrift in bijna heel het toenmalige Europa. Het werd gebruikt tussen ca. 800 en ca. 1200.

## Geschiedenis
Dit nieuwe boekschrift ontstond niet plotseling. Het ontwikkelde zich aan de Merovingische scriptoria al voor de tijd van Karel de Grote. Het vroegst bewaard gebleven werk in de Karolingische minuskel is een bijbel uit de Abdij van Corbie, gemaakt in opdracht van de abt Maurdramnus en gedateerd op 770, toen Karel pas koning was. Gedurende het abbiaat van Maurdramnus (772 - 780) ontwikkelden de monniken van Corbie een nieuw schrift dat geënt was op de Romeinse half-unciaal en een aantal elementen van het Luxeuil-schrift, dat op zijn beurt ontstond uit het Merovingisch kanselarijschrift en elementen van het insulaire schrift, dat door Ierse monniken naar het continent was gebracht. Op enkele details na is dit 'Corbie-schrift' een zeer duidelijke voorloper van de Karolingische minuskel. In 789 gaf Karel de Grote aan de Karolingische minuskel de status van officieel schrift in zijn koninkrijk. De Karolingische kanselarij nam het schrift niet onmiddellijk over, maar in de tijd van Lodewijk de Vrome (778-840) duikt de Karolingische minuskel meer en meer op in officiële documenten, hoewel de kanselarijschrijvers bleven vasthouden aan hun versieringen.

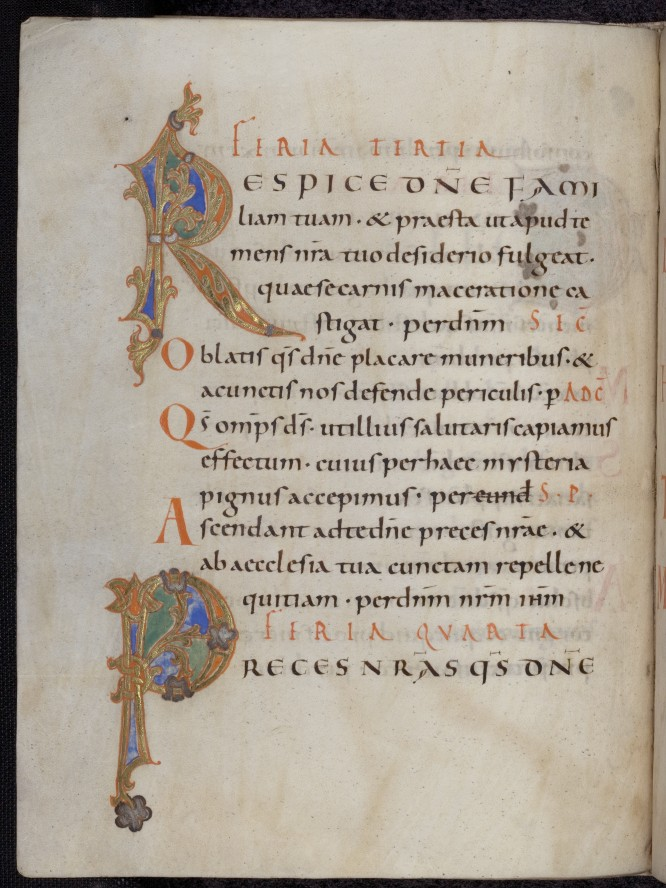
Petershausener Sakramentar, Reichenau 960 – 980

## Verspreiding
Karel gaf de Angelsaksische geleerde Alcuinus van York de leiding over de hofacademie en het scriptorium in Aken vanaf 782. Van daaruit werd het gebruik en de algemene verspreiding van de Karolingische minuskel gestart. In 796 werd Alcuinus abt van de abdij van Tours. Ook het scriptorium van Tours speelde een belangrijke rol bij het verspreiden van de Karolingische minuskel. Het schrift verspreidde zich zeer snel over het Karolingische rijk in de periode van ca. 800 tot ca. 830. De verklaring van deze snelle verspreiding is waarschijnlijk te zoeken in de kleine groep van abten en bisschoppen die verantwoordelijk waren voor de scriptoria en die onderling goede contacten onderhielden. Bovendien was het nieuwe schrift makkelijker te leren dan de schriftsoorten die voordien gebruikt werden. Een van de grote voordelen van het nieuwe schrift was zijn goede leesbaarheid.
In Noord-Italië werd het schrift gebruikt vanaf de vroege 9e eeuw en in de abdijen in Duitsland, gesticht door Angelsaksische monniken, verving het de insulaire minuskel vanaf het midden van de 9e eeuw. In Engeland werd het gebruikt vanaf de 10e eeuw voor Latijnse teksten, terwijl voor documenten in het Engels de insulaire minuskel nog enige tijd in zwang bleef. In Spanje nam de Karolingische minuskel vanaf de 11e eeuw geleidelijk het tot dan toe gebruikte Visigotische schrift over dankzij de expansie van de Cluniënzers, en werd hij de standaard in kerkelijke werken na de liturgische hervormingen van 1080. Ook in verder afgelegen gebieden zoals Scandinavië vond het schrift ingang, getuige bijvoorbeeld 11e-eeuwse exemplaren uit IJsland.

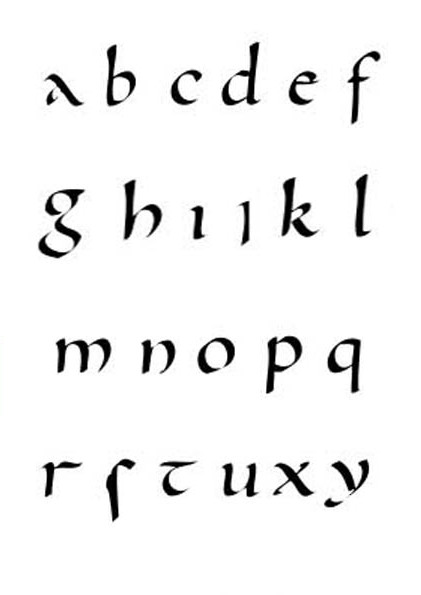
Karolingische minuskel

## Karakteristieken
Het schrift dat werd ontwikkeld, was zowel gemakkelijk te lezen als relatief snel te schrijven. De letters waren duidelijk en goed geproportioneerd met ronde vormen. Er werden veel minder ligaturen gebruikt dan in de voorafgaande Merovingische schriften, hoewel de ampersand (et) en de ligaturen æ, rt, st en ct vrij algemeen waren. De woorden werden duidelijk gescheiden met een spatie en zinnen werden begonnen met een hoofdletter.
In de vroege periode van het schrift, van het einde van de 8e eeuw tot het eerste kwart van de 9e eeuw, waren de lettervormen nog niet gestandaardiseerd maar vindt men nog regionale verschillen. Zo kwam de open a, in de vorm van twee aan elkaar geschreven c’s, nog veelvuldig voor, evenals de unciale d met naar links uitstekende stok, maar in de loop van de 9e eeuw ontstond langzaamaan een internationale standaard en uniformiteit. Abbreviaturen waren zeldzaam in het begin, maar namen toe in de 10e eeuw.
Vanaf de 10e eeuw begon het schrift zich langzamerhand te wijzigen, waarbij er opnieuw regionale vormen ontstonden. Tegen het einde van de 11e en het begin van de 12e eeuw werd het schrift langzamerhand hoekiger en dichter op elkaar geschreven. Het wordt ook wel de laat-Karolingische minuskel genoemd. Dit schrift evolueerde uiteindelijk naar het gotisch.
Voor een uitgebreide beschrijving met alfabet en voorbeelden zie in Externe referenties “Medieval writing” en "Fonts for Latin Paleography". Voorbeelden uit manuscripten vindt men in overvloed in de bibliotheken die in de externe referenties zijn opgegeven.

## Belang
Uit de periode voor Karel de Grote zijn ongeveer 500 manuscripten overgeleverd die in het Merovingische Gallië werden gekopieerd. Van de periode tussen ca. 750 en ca. 900 zijn meer dan 7000 manuscripten bewaard gebleven. Dankzij het gebruik van de Karolingische minuskel kon de verspreiding van teksten veel sneller, algemener en met minder fouten gebeuren. In feite is de huidige kennis van de klassieke literatuur vooral te danken aan de handschriften gekopieerd in de Karolingische minuskel. De verspreiding van kennis was een van de elementen die leidden tot wat men nu de Karolingische renaissance noemt.
Het Karolingische schrift is ook de basis van ons moderne schrift. Toen Italiaanse schrijvers als Poggio Bracciolini, Coluccio Salutati en Niccolò Niccoli in de 15e eeuw op zoek gingen naar een nieuw schrift ter vervanging van het in hun ogen barbaarse Gotische schrift, gingen ze in de bibliotheken op zoek naar oude handschriften van Romeinse auteurs en vonden de kopieën terug die door de Karolingers gemaakt waren. Ze hielden de Karolingische minuskel voor een authentiek klassiek schrift en namen het, afgezien van wat kleine wijzigingen, over als hun nieuwe schrift, dat als humanistisch schrift bekendstaat. Arnold Pannartz en Konrad Sweinheim gebruikten al in 1465 in de De Oratore van Cicero (ISTC ic00654000) een drukletter gebaseerd op dit schrift.

## Enkele bekende werken
- Godeschalk Evangeliarium, Aken, 781-783, uncialen en vroege Karolingische minuskel, BnF Ms. Nouvelles acquisitions Latin 1203.
- Reichenau Evangeliarium, Reichenau, 11e eeuw, Berlin, Kupferstichkabinett der Staatl. Museen Preußischer Kuturbesitz, Codex 78 A 2
- Salzburger Perikopen, Salzburg, 1020, München, Bayerische Staatsbibliothek, Clm 15713
- Codex Egberti, Reichenau, 980 - 993, Stadtbibliothek Trier, Ms. 24
- Trier Apocalypse, Noord-Frankrijk, ca. 800, Stadtbibliothek, Trier Ms. 31
- Lorsch Rotulus, Lorsch, 3e kwart van de 9e eeuw tot de 11e eeuw, Frankfurt/Main, Stadt- und Universitätsbibliothek, Ms. Barth. 179